# Памятные монеты Казахстана
Памятные монеты выпускаются Национальным банком Республики Казахстан из драгоценных (золото 999 пробы — номиналами 50, 100, 500, 1000, 50 000 и 100 000 тенге, серебро 925 пробы — номиналами 100, 500, 1000 и 5000 тенге и биметаллические серебро / тантал — номиналом 500 тенге) и недрагоценных металлов (нейзильбер, — номиналом 20, 50 и 100 тенге и биметаллические нейзильбер / нибрасс номиналом 100 тенге). Первыми, в 1995 году, были выпущены монеты, посвящённые 150-летию со дня рождения Абая Кунанбаева и 50-летию ООН.
Все выпущенные монеты являются законным средством платежа, они принимаютя по номиналу, их параметры соответствуют стандартным монетам, однако в реальном денежном обращении участвуют только монеты номиналом 20, 50 и 100 тенге из недрагоценных металлов.
Тематика выпускаемых монет охватывает, в основном, различные культурные и исторические реалии Казахстана. НБРК периодически участвует в международных монетных программах (ЕврАзЭС, «Самые маленькие золотые монеты мира» и др.), а также выпускает инвестиционные монеты.
Все памятные монеты в настоящее время чеканятся на Казахстанском монетном дворе.

## Статистика
По состоянию на декабрь 2016 года было выпущено 344 памятные монеты.
| Сводная таблица выпуска монет по годам и материалу | Сводная таблица выпуска монет по годам и материалу | Сводная таблица выпуска монет по годам и материалу | Сводная таблица выпуска монет по годам и материалу | Сводная таблица выпуска монет по годам и материалу | Сводная таблица выпуска монет по годам и материалу | Сводная таблица выпуска монет по годам и материалу | Сводная таблица выпуска монет по годам и материалу | Сводная таблица выпуска монет по годам и материалу | Сводная таблица выпуска монет по годам и материалу | Сводная таблица выпуска монет по годам и материалу | Сводная таблица выпуска монет по годам и материалу | Сводная таблица выпуска монет по годам и материалу | Сводная таблица выпуска монет по годам и материалу | Сводная таблица выпуска монет по годам и материалу | Сводная таблица выпуска монет по годам и материалу | Сводная таблица выпуска монет по годам и материалу | Сводная таблица выпуска монет по годам и материалу | Сводная таблица выпуска монет по годам и материалу | Сводная таблица выпуска монет по годам и материалу | Сводная таблица выпуска монет по годам и материалу | Сводная таблица выпуска монет по годам и материалу | Сводная таблица выпуска монет по годам и материалу | Сводная таблица выпуска монет по годам и материалу | Сводная таблица выпуска монет по годам и материалу |
|                                                    | 1995                                               | 1996                                               | 1997                                               | 1998                                               | 1999                                               | 2000                                               | 2001                                               | 2002                                               | 2003                                               | 2004                                               | 2005                                               | 2006                                               | 2007                                               | 2008                                               | 2009                                               | 2010                                               | 2011                                               | 2012                                               | 2013                                               | 2014                                               | 2015                                               | 2016                                               | 2017                                               | Всего                                              |
| -------------------------------------------------- | -------------------------------------------------- | -------------------------------------------------- | -------------------------------------------------- | -------------------------------------------------- | -------------------------------------------------- | -------------------------------------------------- | -------------------------------------------------- | -------------------------------------------------- | -------------------------------------------------- | -------------------------------------------------- | -------------------------------------------------- | -------------------------------------------------- | -------------------------------------------------- | -------------------------------------------------- | -------------------------------------------------- | -------------------------------------------------- | -------------------------------------------------- | -------------------------------------------------- | -------------------------------------------------- | -------------------------------------------------- | -------------------------------------------------- | -------------------------------------------------- | -------------------------------------------------- | -------------------------------------------------- |
| Нейзильбер                                         | 1                                                  | 2                                                  | 2                                                  | 1                                                  | 2                                                  | 3                                                  | 1                                                  | 2                                                  | 1                                                  | 2                                                  | 2                                                  | 7                                                  | 4                                                  | 6                                                  | 6                                                  | 5                                                  | 7                                                  | 7                                                  | 12                                                 | 9                                                  | 17                                                 | 6                                                  |                                                    | 105                                                |
| Биметалл недраг.                                   |                                                    |                                                    |                                                    |                                                    |                                                    |                                                    |                                                    |                                                    | 4                                                  |                                                    | 1                                                  |                                                    |                                                    |                                                    |                                                    |                                                    |                                                    |                                                    |                                                    |                                                    |                                                    |                                                    |                                                    | 5                                                  |
| Серебро-925                                        | 5                                                  |                                                    |                                                    |                                                    | 1                                                  | 3                                                  | 5                                                  | 4                                                  | 6                                                  | 9                                                  | 7                                                  | 13                                                 | 9                                                  | 11                                                 | 16                                                 | 12                                                 | 11                                                 | 13                                                 | 13                                                 | 16                                                 | 14                                                 | 5                                                  | 1                                                  | 174                                                |
| Биметалл драг.                                     |                                                    |                                                    |                                                    |                                                    |                                                    |                                                    |                                                    |                                                    |                                                    |                                                    |                                                    | 1                                                  | 1                                                  | 1                                                  | 1                                                  | 1                                                  | 1                                                  | 2                                                  | 1                                                  |                                                    | 2                                                  |                                                    |                                                    | 11                                                 |
| Золото-999                                         |                                                    |                                                    |                                                    |                                                    |                                                    | 1                                                  | 1                                                  |                                                    |                                                    | 4                                                  | 1                                                  | 3                                                  | 2                                                  | 1                                                  | 9                                                  | 5                                                  | 7                                                  | 4                                                  | 4                                                  | 2                                                  | 2                                                  | 2                                                  | 1                                                  | 49                                                 |
| Всего                                              | 6                                                  | 2                                                  | 2                                                  | 1                                                  | 3                                                  | 7                                                  | 7                                                  | 6                                                  | 11                                                 | 15                                                 | 11                                                 | 24                                                 | 16                                                 | 19                                                 | 32                                                 | 23                                                 | 26                                                 | 26                                                 | 30                                                 | 27                                                 | 35                                                 | 13                                                 | 2                                                  | 344                                                |

### Хронология выпуска
| Хронология выпуска памятных монет | Хронология выпуска памятных монет | Хронология выпуска памятных монет | Хронология выпуска памятных монет                                    | Хронология выпуска памятных монет       |
| Дата выпуска                      | Номинал                           | Материал                          | Название                                                             | Серия                                   |
| --------------------------------- | --------------------------------- | --------------------------------- | -------------------------------------------------------------------- | --------------------------------------- |
| 1 января 1995                     | 100 тенге                         | серебро-925                       | Мать                                                                 | 150 лет со дня рождения Абая Кунанбаева |
| 1 января 1995                     | 100 тенге                         | серебро-925                       | Медресе                                                              | 150 лет со дня рождения Абая Кунанбаева |
| 1 января 1995                     | 100 тенге                         | серебро-925                       | Любовь                                                               | 150 лет со дня рождения Абая Кунанбаева |
| 1 января 1995                     | 100 тенге                         | серебро-925                       | Кочевье                                                              | 150 лет со дня рождения Абая Кунанбаева |
| 1 января 1995                     | 100 тенге                         | серебро-925                       | Беркутчи                                                             | 150 лет со дня рождения Абая Кунанбаева |
| 18 октября 1995                   | 20 тенге                          | нейзильбер                        | 50 лет ООН                                                           | События                                 |
| 20 августа 1996                   | 20 тенге                          | нейзильбер                        | 150 лет со дня рождения Джамбула Джабаева                            | Люди                                    |
| 16 декабря 1996                   | 20 тенге                          | нейзильбер                        | 5 лет независимости                                                  | События                                 |
| 16 декабря 1997                   | 20 тенге                          | нейзильбер                        | Год общенационального согласия и памяти жертв политических репрессий | События                                 |
| 16 декабря 1997                   | 20 тенге                          | нейзильбер                        | 100 лет со дня рождения Мухтара Ауэзова                              | Люди                                    |
| 9 июля 1998                       | 20 тенге                          | нейзильбер                        | Презентация Астаны как новой столицы Казахстана                      | События                                 |
| 5 апреля 1999                     | 20 тенге                          | нейзильбер                        | 100 лет со дня рождения К. И. Сатпаева                               | Люди                                    |
| 15 декабря 1999                   | 50 тенге                          | нейзильбер                        | Встреча Казахстаном третьего тысячелетия                             | События                                 |
| 21 декабря 1999                   | 100 тенге                         | серебро-925                       | Рубеж тысячелетий                                                    | без серии                               |
| 24 апреля 2000                    | 50 тенге                          | нейзильбер                        | 55 лет победе в Великой Отечественной войне                          | События                                 |
| 24 апреля 2000                    | 50 тенге                          | нейзильбер                        | 100 лет со дня рождения Сабита Муканова                              | События                                 |
| 1 сентября 2000                   | 50 тенге                          | нейзильбер                        | 1500 лет Туркестану                                                  | События                                 |
| 1 сентября 2000                   | 100 тенге                         | серебро-925                       | 1500 лет Туркестану                                                  | без серии                               |
| 1 сентября 2000                   | 500 тенге                         | золото-999                        | 1500 лет Туркестану                                                  | без серии                               |
| 22 декабря 2000                   | 500 тенге                         | серебро-925                       | Солярное божество • Тамгалы-Тас                                      | Петроглифы Казахстана                   |

## Инвестиционные монеты

### Золотые инвестиционные монеты

#### Серия инвестиционных монет «Шёлковый путь»
Монеты серии изготовлены из золота 999,9 пробы.
| Изображение | Номинал      | Диаметр, мм | Толщина, мм | Масса, г | Дата выпуска    | Описание |
| ----------- | ------------ | ----------- | ----------- | -------- | --------------- | -------- |
|             | 1 000 тенге  | 16          | 1,0         | 3,11     | 19 февраля 1996 |          |
|             | 2 500 тенге  | 20          | 1,6         | 7,78     | 19 февраля 1996 |          |
|             | 5 000 тенге  | 25          | 2,0         | 15,55    | 19 февраля 1996 |          |
|             | 10 000 тенге | 32          | 2,5         | 31,1     | 19 февраля 1996 |          |

#### Серия инвестиционных монет «Золотой барс»
Монеты серии изготовлены из золота 999,9 пробы.
| Изображение | Номинал   | Диаметр, мм | Масса, г | Дата выпуска   | Описание |
| ----------- | --------- | ----------- | -------- | -------------- | -------- |
|             | 10 тенге  | 16          | 3,11     | 27 ноября 2009 |          |
|             | 20 тенге  | 20          | 7,78     | 27 ноября 2009 |          |
|             | 50 тенге  | 25          | 15,55    | 27 ноября 2009 |          |
|             | 100 тенге | 32          | 31,1     | 27 ноября 2009 |          |
|             | 200 тенге | 38,61       | 62,2     | 1 декабря 2010 |          |
|             | 500 тенге | 50          | 155,5    | 1 декабря 2010 |          |

### Серебряные инвестиционные монеты
Монеты серии изготовлены из Серебра 999,9 пробы.
| Изображение | Номинал  | Диаметр, мм | Масса, г | Дата выпуска   | Описание |
| ----------- | -------- | ----------- | -------- | -------------- | -------- |
|             | 1 тенге  | 38,61       | 31,1     | 27 ноября 2009 |          |
|             | 2 тенге  | 50          | 62,2     | 27 ноября 2009 |          |
|             | 5 тенге  | 65          | 155,5    | 27 ноября 2009 |          |
|             | 10 тенге | 75          | 311      | 27 ноября 2009 |          |